# 猊下
猊下原是佛教中對高僧、碩學的敬稱，今時也是日本佛教各宗派宗務總長的敬稱。在日本也引伸為對天主教樞機的敬稱，意義等同如殿下、阁下等對世俗人物的敬稱。

## 由來
在現代漢語環境，「猊下」一詞普及率不及「上人」來的高，一般辞典也未見收入此詞彙，但在日本是一個相当常見的詞語。「猊」在漢語之中原來没有意義，通常會指「狻猊」。狻猊是龍生九子的一種，傳說這種生物形如「師子」（獅子），喜烟好坐，所以常做為香爐的裝飾，後來也引伸為對獅子的代稱。
而在佛教术语之中，佛陀被喻為「師子」，佛陀登座說法稱之為「師子吼」，佛陀的坐位因此也就稱為「師子座」，結合狻猊的意思，又有猊座之稱。

## 適用對象
日本佛教適用這個敬稱的人物是佛教各宗派的門主、門跡及管長，亦即是本山最高位階的住職宗務總長，例如：淨土門主猊下、上人猊下、不老閣猊下。這同樣也可以適用稱呼其他國家佛教，有同等位階的僧侶，變體稱為「法王猊下」，例如：達賴喇嘛尊稱為、堪布喇嘛尊稱為。
韓國佛教最大宗團的大韓佛教曹溪宗宗正適用這個敬稱。基督教的宗主教也可以適用這個敬稱，教宗的情況可以尊稱為聖下，喻指為聖座之下，與外語詞彙的「His Holiness」可以對應。
較低階級的本山支部住職如大僧正、權大教正，以及樞機、總主教、主教長等可以尊稱為「台下」，喻指為高台之下；再低一階級的主教聖職人員尊稱為「座下」，喻指為座位之下。
中文翻譯日本動漫作品時，通常將「猊下」這個詞語翻譯為殿下。

## 另見
- 法王、法主、上人
- 門主、門跡、管長
- 主教殿下（英语：His Eminence）
- 聖下（英语：His Holiness）
- 殿下、閣下